# Falsestoloides tubericollis
Falsestoloides tubericollis är en skalbaggsart som beskrevs av Stefan von Breuning 1980. Falsestoloides tubericollis ingår i släktet Falsestoloides och familjen långhorningar. Inga underarter finns listade i Catalogue of Life.